# Roccia Nera
La Roccia Nera (Roche noire in francese, Schwarzfluh in tedesco) (4.075 m) è una montagna situata nelle Alpi Pennine, nel gruppo del Monte Rosa.

## Descrizione
Si trova sulla linea di confine tra l'Italia e la Svizzera, tra il Monte Breithorn ad occidente ed il Polluce ad oriente. Comunemente viene considerato come una vetta del Breithorn. Il colle che la separa dal Polluce prende il nome di Schwarztor (3.725 m)
Dal versante nord ed est si presenta come una roccia nera che spunta dai ghiacciai sottostanti. Di qui il nome. Il versante ovest lungo il quale si sviluppa la via normale di salita si presenta invece nevoso fin sulla vetta.
Il monte domina la testata della val d'Ayas. Dal monte scende il Grande Ghiacciaio di Verra. Nel versante italiano, su uno sperone roccioso, è stato collocato il Bivacco Rossi e Volante.

## Salita alla vetta

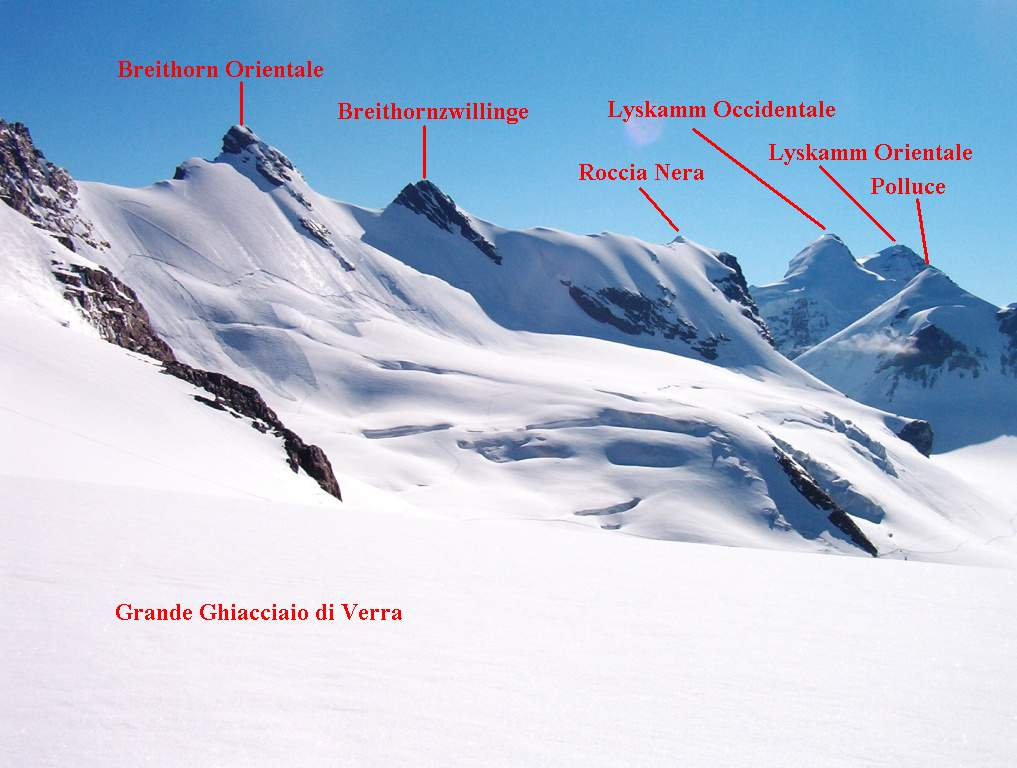
Fotografia con indicazione delle varie vette.

È possibile salire alla vetta dalla val d'Ayas partendo dal Rifugio Mezzalama oppure dal Rifugio Guide d'Ayas.
Alternativamente è possibile partire dalla funivia che arriva al Rifugio Guide del Cervino o da quella che arriva al Piccolo Cervino.
Un'alternativa difficile, per alpinisti molto esperti è la via di arrampicata che si sviluppa sulla parete NE della montagna, ha uno sviluppo di 450 m ed è stata aperta a settembre 2017. è una delle vie di misto più difficili del massiccio del monte Rosa e supera passaggi di 8b-. dalla prima scalata non ci sono state ripetute, quindi il grado è ancora da confermare.